# Marathon van Enschede 1992
De marathon van Enschede 1992 werd gelopen op zondag 21 juni 1992. Het was de 24e editie van deze marathon.
De 28-jarige Zuid-Afrikaan Willie Mtolo kwam bij de mannen als eerste over de streep in 2:13.39. De Zuid-Afrikaan kon deelnemen, omdat de sportboycot tegen zijn land was opgegeven. Mtolo liep een indrukwekkende solo, nadat de haas Marti ten Kate uit de wedstrijd was gestapt. Bij de vrouwen won de Russische Natalia Repeshko met een tijd van 2:42.50. Zij had hiermee iets minder van vijf minuten voorsprong op de nummer twee, Dana Hajna uit Tsjecho-Slowakije.

## Uitslagen

### Mannen
| rang   | naam              | land | tijd    |
| ------ | ----------------- | ---- | ------- |
| Goud   | Willie Mtolo      | RSA  | 2:13.39 |
| Zilver | Nikolay Tabak     | UKR  | 2:14.46 |
| Brons  | Gyorgy Marko      | HUN  | 2:16.54 |
| 4      | Aleksey Zhelonkin | RUS  | 2:17.35 |
| 5      | Wieslaw Furmanek  | POL  | 2:17.53 |
| 6      | Adri Hartveld     | NED  | 2:18.28 |
| 7      | Sergey Prokorov   | RUS  | 2:18.44 |
| 8      | Yuriy Mikhailov   | RUS  | 2:19.27 |
| 9      | Aart Stigter      | NED  | 2:19.38 |
| 10     | Peter Daenens     | BEL  | 2:20.10 |

### Vrouwen
| rang   | naam             | land | tijd    |
| ------ | ---------------- | ---- | ------- |
| Goud   | Natalia Repeshko | RUS  | 2:42.50 |
| Zilver | Dana Hajna       | TCH  | 2:47.38 |
| Brons  | Vera Glazova     | RUS  | 2:49.48 |
| 4      | Anna Usova       | UKR  | 2:51.50 |

1947 ·
1949 ·
1951 ·
1953 ·
1955 ·
1957 ·
1959 ·
1961 ·
1963 ·
1965 ·
1967 ·
1969 ·
1971 ·
1973 ·
1975 ·
1977 ·
1979 ·
1981 ·
1983 ·
1985 ·
1987 ·
1989 ·
1991 ·
1992 ·
1993 ·
1994 ·
1995 ·
1996 ·
1997 ·
1998 ·
1999 ·
2000 ·
2001 ·
2002 ·
2003 ·
2004 ·
2005 ·
2006 ·
2007 ·
2008 ·
2009 ·
2010 ·
2011 ·
2012 ·
2013 ·
2014 ·
2015 ·
2016 ·
2017 ·
2018 ·
2019 ·
2020 · 2021 ·
2022 ·
2023 ·
2024 ·
2025